# Manuel Mondragón

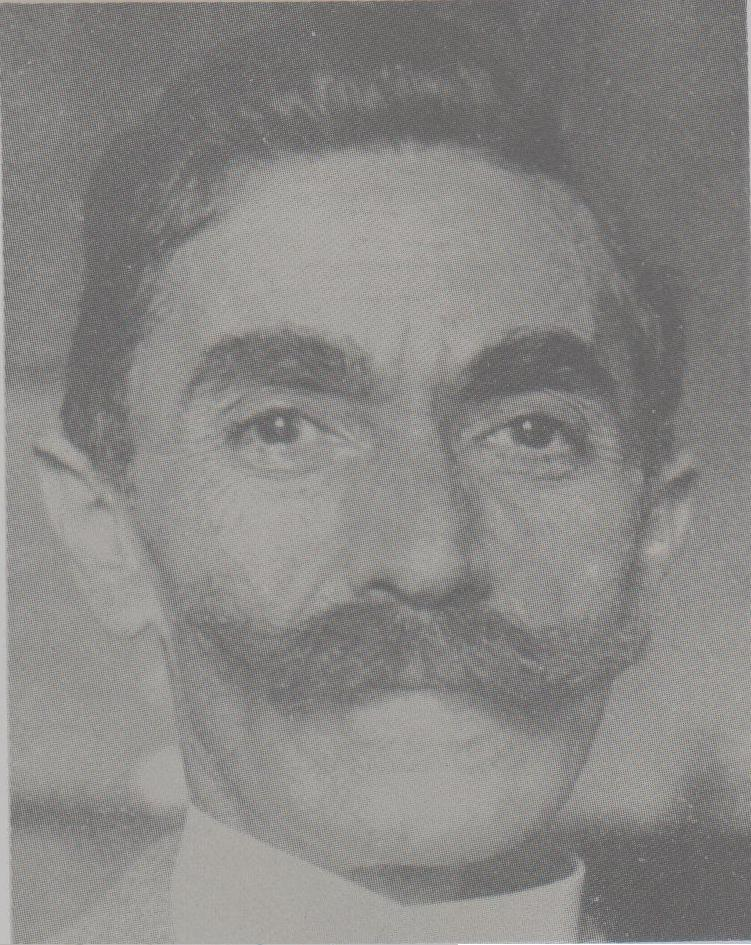
Manuel Mondragón

Manuel Mondragón (Ixtlahuaca, 1859 - San Sebastian, 1922) was een Mexicaans militair.
Mondragón volgde een militaire opleiding en specialiseerde zich in de artillerie. Hij ontwierp verschillende wapens, waaronder de Mondragón, het eerste automatische geweer, en publiceerde een aantal werken over de krijgswetenschap. In 1910 vocht hij in het Federale Leger van president Porfirio Díaz tegen de revolutionairen van Francisco I. Madero. Hoewel Díaz werd verslagen en aftrad liet de nieuwe regering Mondragón in functie. Mondragón was een van de organisatoren van de samenzwering tegen Madero in 1913. Hij bevrijdde Félix Díaz en Bernardo Reyes uit de gevangenis, en marcheerde op naar het Nationaal Paleis. Hiermee begon de decena trágica, tien dagen durende gevechten in de Mexicaanse hoofdstad, die leidden in de val en dood van Madero en de machtsovername van Victoriano Huerta. Mondragón werd vervolgens door Huerta tot minister van oorlog benoemd, maar moet niet veel later af treden na van incompetentie te zijn beschuldigd. Mondragón verliet het land en ging in Spanje wonen, waar hij in 1922 overleed.